# Saint-Rémy-sur-Durolle
 Saint-Rémy-sur-Durolle  là một xã ở tỉnh Puy-de-Dôme trong vùng Auvergne-Rhône-Alpes miền trung nước Pháp.